# U.S. Route 302
La U.S. Route 302 (US 302) est une US Route auxiliaire de la US 2 se trouvant dans le nord de la Nouvelle-Angleterre. Elle parcourt 171 miles (275 km) entre Montpelier, Vermont et Portland, Maine en passant par le New Hampshire.

## Description du tracé
|       | mi     | km     |
| ----- | ------ | ------ |
| VT    | 35,75  | 57,53  |
| NH    | 79,16  | 127,39 |
| ME    | 53,90  | 86,70  |
| Total | 168,80 | 271,66 |

### Vermont
La US 302 débute à l'intersection avec la US 2 dans le sud-est de Montpelier. Elle se dirige vers le sud-est dans la vallée de la rivière Winooski en passant par le nord-est de Berlin et par Barre. Elle traverse la ville vers le sud-est et effleure la Forêt d'état de Groton. Elle passe ensuite par Groton. et atteint Wells River, après avoir rencontré l'I-91. Elle y croise la US 5 et atteint le fleuve Connecticut formant la frontière du New Hampshire.

### New Hampshire
La US 302 entre dans l'état à Woodsville. Elle se dirige d'abord vers le sud-est, puis, à l'intersection avec la NH 10, elle bifurque vers le nord-est. Elle longe la rivière Ammonoosuc en passant par un mélange de champs et de forêts. Elle passe par Bath et Lisbon et se rend finalmeent à Littleton. Elle y rencontre l'I-93 à deux reprises et, en quittant la ville, se dirige vers l'est. Alors qu'elle entre dans la Forêt nationale de White Mountain, elle bifurque vers le sud-est, en passant au sud-ouest du Mont Washington.
Un peu avant d'atteindre Bartlett, elle s'aligne à nouveau vers l'est et passe par Bartlett. À Glen, elle bifurque vers le sud pour traverser Intervale et North Conway, où elle bifurque à nouveau vers l'est. Elle traverse la rivière Saco et passe par une zone composée de forêts jusqu'à la frontière du Maine, peu après.

### Maine
La US 302 entre au Maine au sud-ouest de Fryeburg. Rapidement, elle atteint cette ville et continue son trajet vers l'est. Elle quitte la région des Montagnes Blanches dans la vallée de la rivière Saco. Elle passe par une région davantage constituée de lacs alors qu'elle se rend à Bridgton. Elle prend alors la direction sud-est en passant par Naples, Raymond, Windham et Westbrook. Elle atteint finalement Portland, où elle se termine à l'intersection de l'I-295 / US 1. Sa route se continue comme Forest Avenue et permet, ultimement, d'atteindre la zone portuaire de la ville.

## Intersections majeures
Vermont
 US 2 à Montpelier
 I-91 à Newbury
 US 5 à Wells River. Les routes forment un multiplex dans la ville.
New Hampshire
 I-93 à Littleton
 I-93 à Littleton
 US 3 à Carroll
Maine
 US 202 à Windham
 I-295 / US 1 à Portland